# Antonio De Nino
Antonio De Nino (Pratola Peligna, 15 giugno 1833 – Sulmona, 1º marzo 1907) è stato un antropologo e storico italiano.

## Biografia
Nacque a Pratola Peligna, in provincia dell'Aquila, e si occupò per primo, in maniera critica  (benché  si limitasse solo a riportare le città della ricorrenza  popolare, e le possibili  varianti  in altri comuni) degli usi e dei costumi della sua gente, che avrebbe descritto, con passione descrittiva e precisione analitica, nei sei volumi dedicati agli Usi e costumi abruzzesi (1879-1897). Collaborò con Gabriele D'Annunzio alla stesura di alcune tragedie, nella parte riguardante la ricerca delle fonti e dei contesti storico-culturali, delle tradizioni e del retaggio abruzzese, ove collocare lo svolgimento delle scene. Dato che De Nino accompagnò in una escursione, nel 1896, D'Annunzio,  Francesco Paolo Michetti ed Émile Bertaux tra San Clemente a Casauria, Sulmona,  Scanno, D'Annunzio rimase suggestionato dai panorami della valle del Sagittario,  e vi ambientò "La fiaccola sotto il moggio" (1905).
Per Bertaux che stava lavorando a un importante saggio sull'architettura medievale in Italia meridionale, la passione e la conoscenza di De Nino dei monumenti abruzzesi, soprattutto dell'area sulmonese Peligna gli fu di grande aiuto per la stesura del volume. Per i monumenti abruzzesi De Nino aveva in mente di raccogliere le ricerche in un grande catalogo regionale, che includesse anche le sue scoperte archeologiche.
Oltre alla fama di avviatore di ricerche serie e scientifiche sulle tradizioni popolari abruzzesi, De Nino fu anche il pioniere delle moderne campagne di scavi archeologici in Abruzzo, lavorando ad oltre 100 campagne di scavi nella regione, collezionando un vasto patrimonio.
Come ispettore della provincia dell'Aquila, esplorò la necropoli di Alfedena (Notizie degli Scavi 1877, pp. 115 e 276-279; Notizie degli Scavi 1879, pp. 320–324; Notizie degli Scavi 1882, pp. 68–82; Notizie degli Scavi 1885, pp. 344–392), effettuò ricerche nella valle dell'Alento (L'età della pietra nella valle dell'Alento, in Riforma XVI, 1882), e nel territorio di San Benedetto in Perillis (Notizie degli Scavi 1892, pp. 484–485).
Sulmona gli ha dedicato una via del centro, presso Porta Japasseri. A De Nino sono intitolati quattro musei archeologici abruzzesi: quello di Pratola Peligna, quello di Alfedena, quello civico di Corfinio, e quello del convento della Maddalena a Castel di Sangro.

## Studi

### Campagne archeologiche in Abruzzo
Subito dopo l'Unità d'Italia nel 1861, De Nino divenne maestro elementare a San Demetrio ne' Vestini (AQ), passando poi a Leonessa, allora nella provincia d'Aquila. Tornato a Sulmona nel 1872 fu professore della Scuola Tecnica e del Ginnasio "Publio Ovidio Nasone", qui conobbe Leopoldo Dorrucci. Nel 1885 gli fu affidato l'incarico di direttore delle scuole regie secondarie; ma soprattutto dopo il rientro in patria, iniziò a dare corpo gli interessi archeologici e alla passione per le tradizioni popolari locali. Pubblicò subito i contenuti dei suoi studi e delle sue ricerche, accordandosi con lo storico Atto Vannucci, su La Gazzetta di Sulmona, fondata nel 1874: Le armi preistoriche - Di Superequo e Molina - Gli avanzi di Corfinio - Gli avanzi della villa di Ovidio - Di un acquedotto corfiniese - La città di Vesbula.

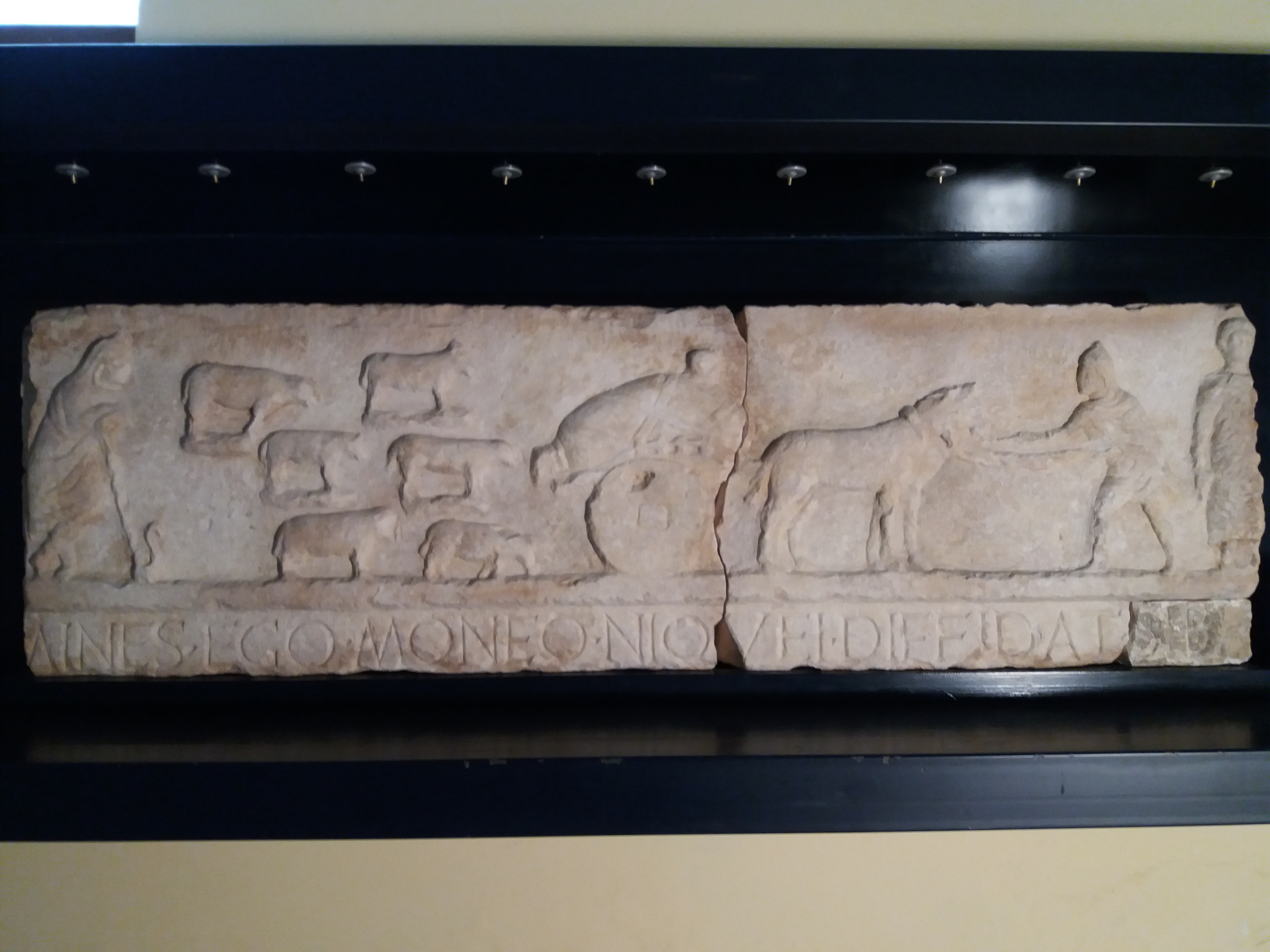
Stele con scena contadina e iscrizione, Museo civico archeologico dell'Annunziata, Sulmona

Dal 1877, formalizzati i rapporti col Ministero della Pubblica Istruzione, ricevendo la nomina di Ispettore onorario ai Monumenti, ebbe finalmente l'opportunità di dirigere gli scavi in modo sistematico in Abruzzo. Iniziò lo stesso anno la collaborazione con "Notizie degli scavi" la pubblicazione dell'Accademia dei Lincei, consistente in una lunga serie di segnalazioni, a partire dallo stesso anno 1907. Ebbe l'autorizzazione dal Ministero di scavare nella piana di Pentima, sino al 1928 era quello il nome medievale della città di Corfinio, che fu eretta sopra l'abitato peligno Corfinium, che proclamò nell'89 a.C. la capitale d'Italia; successivamente De Nino aprì altre campagne di scavo a Campo Consolino, presso Alfedena (AQ), avendo personalmente verificato l'importanza del sito, antica acropoli con la necropoli della città dei Pentri di Aufidena; divulgò le notizie degli scavi alla Gazzetta dell'Aquila, e successivamente vennero pubblicate nel Bollettino dell'Istituto di Archeologia d'Italia. Nello stesso anno De Nino scavò a Corfinio, rinvenne l'iscrizione di Herentas, il testo epigrafico più importante della lingua dei Peligni, successivamente consegnata al Museo Archeologico di Napoli.

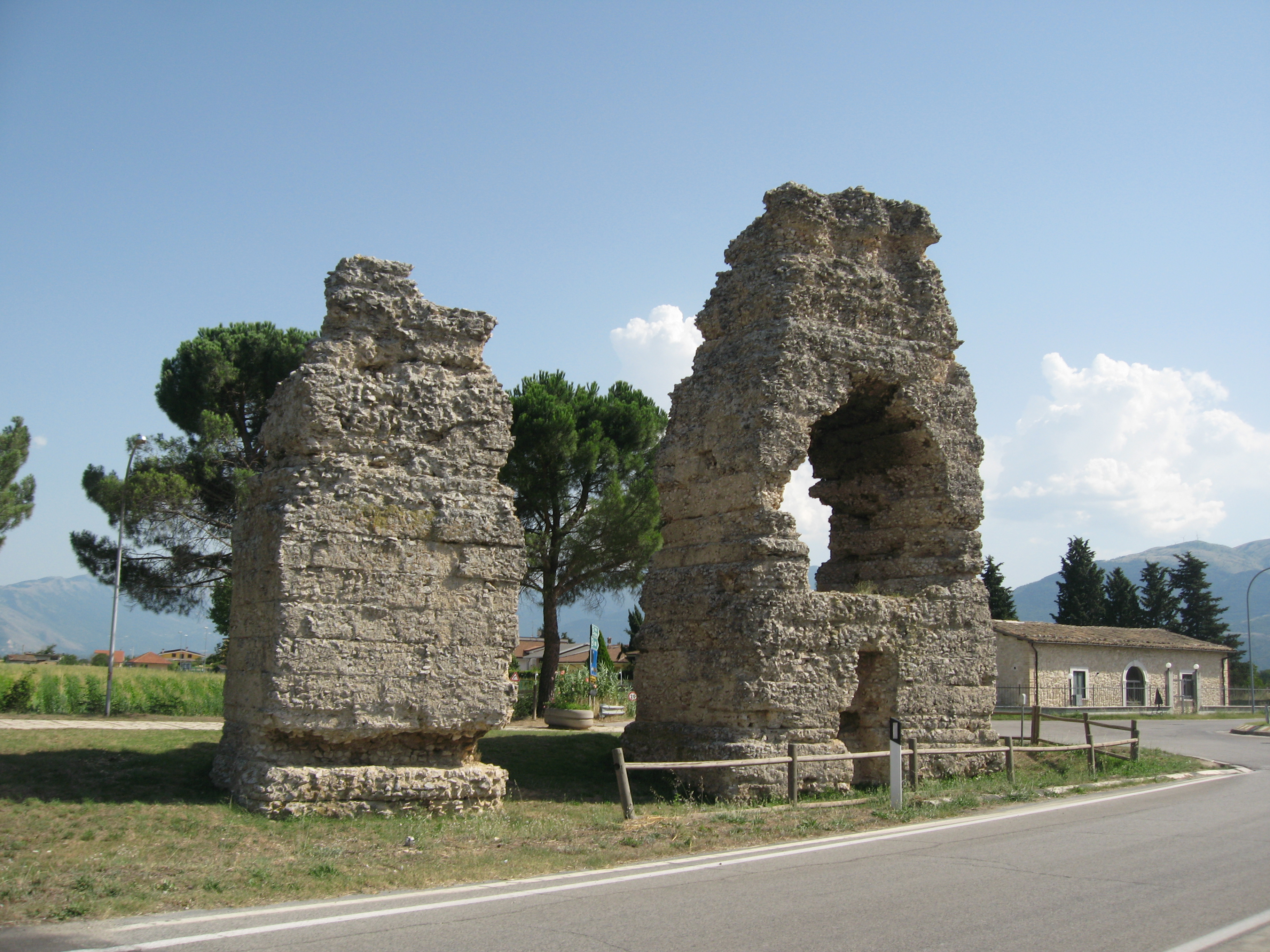
I "Murgini" Di Corfinio, sepolcri romani

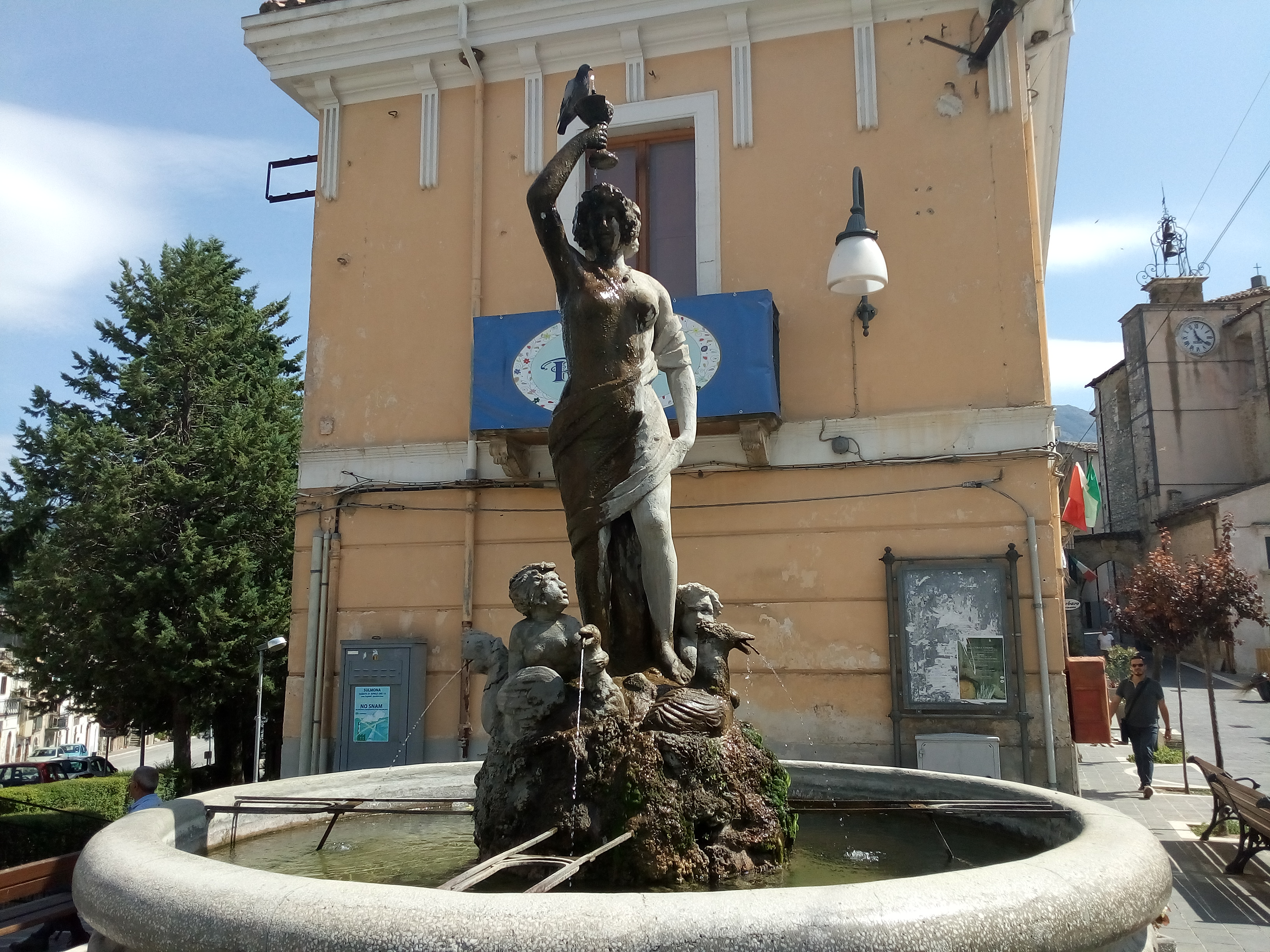
Fontana Gemma a Corfinio, dietro il palazzo del museo archeologico dedicato a De Nino

Appena furono concluse le esplorazioni presso Corfinio, De Nino riprese i lavori nella necropoli di Alfedena, rinvenendo 42 tombe con relativi corredi, nel frattempo egli aveva fatto ricognizioni archeologiche anche in altri territori abruzzesi presso la Marsica, nella valle d'Aterno (Molina), presso il Tirino (Capestrano e Bussi), dell'Aventino (Lama, Casoli, Palena), la valle dell'Orta (Bolognano, San Clemente di Casauria, Scafa, San Valentino in Abruzzo Citeriore), e presso l'alto Sangro, tra Quadri, Castel di Sangro, Roccaraso. Proprio a Castel di Sangro presso l'antica rocca medievale sul colle San Giovanni, De Nino scoperse tracce d mura poligonali di un'antica fortificazione sannita, poi riadattata come castello.
Infine operò presso l'area archeologica di Visbula a Flammignano (frazione di Tossicia, TE), tracciò una mappa degli insediamenti preromani d'altura, attestati lungo la dorsale appenninica Abruzzese-Laziale, e parte del versante adriatico collinare del Sangro. I risultati dei numerosi recinti fortificati scoperti e rilevati dal De Nino, come quelli di Monte Mitra a Sulmona, del Colle delle Fate a Roccacasale (AQ), sul Monte Plaja a Introdacqua (AQ), quello di Castiglione presso Civitaretenga (AQ) e le mura megalitiche di Lucoli Alto (AQ) verranno ripresi e apprezzati quando più tardi la sua morte, ricominciarono gli studi sull'argomento.
Né trascurabile fu il suo interesse per le testimonianze scritte delle antiche civiltà che affioravano sotto gli scavi, recuperò e trascrisse varie epigrafi riportate nel Corpus Inscriptiorum Latinarum (CIL), che gli valsero l'ammirazione di Ivan Zvetaieff che lo propose nell'Accademia di Archeologia di Mosca, e di Robert Conway.

### De Nino catalogatore di monumenti patri
Non esistendo ancora un inventario delle opere scultoree da lui scoperte, De Nino iniziò a descrivere oggetti d'arte e monumenti, a redigere apposite schede per gli Elenchi governativi, nel 1904 dette alla stampa presso Vasto (Ch), a sue spese il Sommario dei Monumenti e degli Oggetti d'Arte, studiati anche da Mario Moretti per la sua Architettura medioevale in Abruzzi (1968). Il sommario è considerata come una sorta di appendice all'opera più cospicua dei Monumenti storici e artistici degli Abruzzi di Vincenzo Bindi (1889)
Nella catalogazione di questi monumenti, De Nino si avvalse anche della collaborazione del Bertaux, in viaggio in Abruzzo per ricerche sull'architettura medievale nel sud Italia.
Tra il 1877 e il 1907 De Nino conobbe varie personalità che si misero a studiare le tradizioni e l'arte d'Abruzzo, come Gabriello Cherubini, Raffaele Persiani, Gennaro Finamore, Biagio Lancellotti, Gennaro Mezucelli, Vincenzo Zecca, Giulio de Petra, con i quali nel 1888 contribuì a fondare la futura Deputazione Abruzzese di Storia Patria "Anton Ludovico Antinori" a L'Aquila.

### Studi sul folklore abruzzese
Oltre al De Nino archeologo, esiste anche il De Nino folklorista, poiché con lo stesso metodo scientifico dell'archeologia, egli raccolse le informazioni storiche dei vari usi e costumi tradizionali dei popoli abruzzesi. Raccolse questi sutidi negli Usi Abruzzesi (1879), pubblicato a Firenze per i tipi di Barbera, lo dedicò all'amico Atto Vannucci; negli anni seguente pubblicò altri 5 volumi degli usi, non arrivando però a pubblicare il settimo per la morte nel 1907 nella sua casa a Sulmona in via Sangro 5. Questi volumi verranno analizzati e consultati dallo storico abruzzese Giovanni Pansa per la pubblicazione nel 1924 dei Miti, leggende e superstizioni d'Abruzzo in 2 volumi.
De Nino è ritenuto l'archetipo dell'intellettuale abruzzese del XIX-XX secolo, apprezzato da scienziati, archeologi, storici e anche letterati e poeti quali Gabriele D'Annunzio, con cui compì un viaggio nel 1896 tra Scanno, Sulmona e Anversa degli Abruzzi, e che gli fornirà le informazioni necessarie per la realizzazione della tragedia La fiaccola sotto il moggio (1905) ambientata nell'antico castello De Sangro di Anversa; mentre quanto alle località di Villalago e Cocullo, De Nino ispirò lo stesso D'Annunzio e il pittore Francesco Paolo Michetti riguardo alle leggende dei serpari, per la venerazione di San Domenico di Foligno.

### Commento su De Nino
In tutto De Nino aperse 107 campagne di scavo tra Abruzzo, Molise e Lazio, applicò anche il metodo critico dell'arte per catalogare e datare le opere rinvenute, se di origine italica oppure romana, o se fosse stata contaminata durante la conquista dei popoli italici, e si avvalse della collaborazione degli storici Adolfo Venturi ed Émile Bertaux; spesso ebbe problemi economiche nell'organizzazione degli scavi, ma si adoperò con passione per seguire personalmente ogni campagna, e curarsi della conservazione delle opere scultoree rinvenute

### Usi e costumi abruzzesi

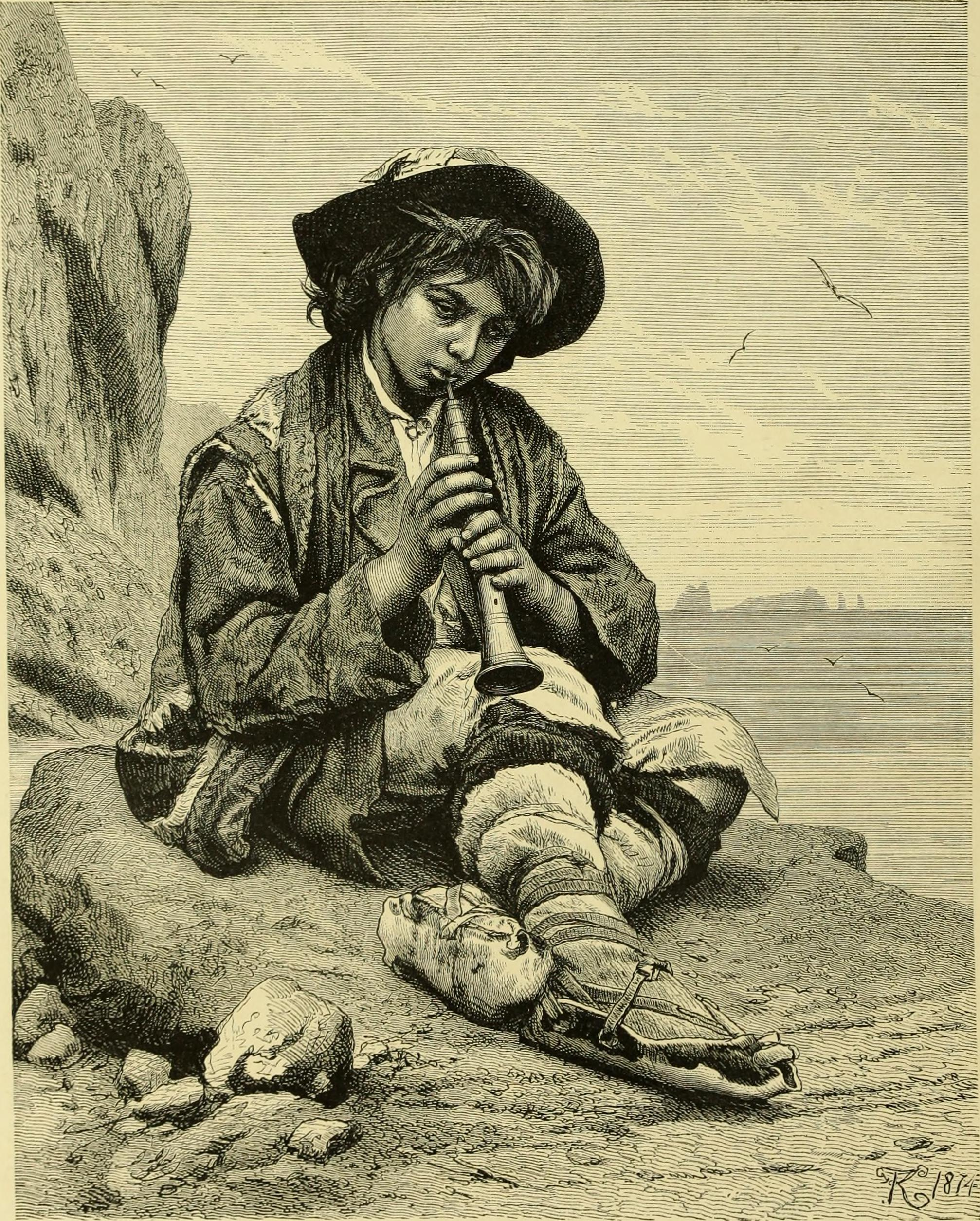
Pastorello abruzzese, disegno di Karl Stieler per Italy from the Alps t Mount Etna (1877)

Sono una vasta opera divisa in 5 libri, si ipotizza che De Nino ne progettasse anche un sesto. Questi volumi rappresentano la prima opera ufficiale di antropologia e demologia abruzzese, compiuta da un uomo del posto, e non da studiosi esterni. Benché già nella metà del '900 l'opera risultasse piuttosto obsoleta, più che altro una "raccolta da manuale elementare di folklore", come la definì lo studioso conterraneo Giovanni Pansa, i testi di De Nino sono ancora oggi di fondamentale importanza per comprendere alcune pratiche popolari oggi del tutto estinte, o esistenti in forma estremamente limitato presso gli anziani. Il primo testo degli "usi e costumi" si mostra come una raccolta disordinata di appunti e articoletti di poche pagine riguardanti curiosità che principalmente riguardano la fascia peligna, tra Sulmona e Pratola; è evidente che manca ancora il rigore scientifico della ricerca che si troverà in parte negli studi di Gennaro Finamore, e ancor più in Giovanni Pansa, che confrontò alcune usanze abruzzesi con altre sparse per il resto del mondo.
Il metodo di ricerca deniniano è puramente incentrato sul ricordo personale di antiche pratiche che ha sentito tramandarsi dalle genti della sua terra, pur avendo lo scrupolo di annotare le località di provenienza di tali pratiche e leggende. A partire dal secondo tomo degli "usi e costumi", De Nino ha strutturato in categorie le usanze abruzzesi riportate:
- Usi e costumi Abruzzesi - Tomo I, Firenze, Barbera, vol. I (1879), la prima parte si concentra su usanze varie, inserite senza uno specifico ordine, ciò tradisce una fase embrionale e non ancora definita del progetto monumentale che De Nino si assumeva di scrivere.
- Tomo II, 1881, Il percorso della vita: qui De Nino traccia il ciclo della vita all'abruzzese, partendo dal matrimonio (con lunga digressione sulle usanze di Scanno), fino ad arrivare alle tappe fondamentali dell'esistenza: la nascita, la fanciullezza, i giochi da ragazzo, le usanze da adulto, e infine le pratiche funebri. Molto spazio dell'opera è dedicato ai giochi fanciulleschi.
- Tomo III, 1883, "Fiabe popolari", come si vede, molto spazio dell'opera omnia degli "usi e costumi", è dedicato alla trascrizione in italiano delle fiabe popolari, molte delle quali rielaborate da miti antichi o fatti storici che riguardarono l'Abruzzo, occupazione romana, invasioni saracene, turche, terremoti, oppure rielaborazioni di fiabe popolari europee trascritte dai fratelli Grimm, da Perrault, da Basile, ecc. Quasi tutte le favole riportano l'introduzione e la conclusione con filastrocche poetiche in dialetto cantate dalle madri o dalle nonne che raccontano la favola, e come sempre in appendice ci sono le note delle località cui appartengono queste favole, con le relative varianti di luogo in luogo.
- Tomo. IV, 1887, Sacre leggende", anche il tomo IV dedicato alle leggende sacre dei santi, delle apparizioni mariane o di Gesù ai popolani abruzzesi, è molto interessante, poiché alcuni passi sono delle vere e proprie filastrocche trascritte in dialetto, inerenti al ciclo della Passione, della Resurrezione, della Flagellazione, o inni sacri ai santi, che alcuni studiosi hanno confrontato con i laudari e le lamentationes medievali del XIII-XIV secolo, del ciclo del lamento di Maria davanti alla porta della cella di Cristo, del lamento di Maria alla porta di Ponzio Pilato o del sacerdote Caifa, del lamento davanti a Gesù crocifisso sul Calvario. Altri passi, ripresi anche da Finamore che li trascrisse in dialetto dalle donne, riguardano aneddoti curiosi che si raccontano di paese in paese, sulla Bibbia, o sulla vita dei Santi. Molto popolare è la filastrocca di San Pietro e il prosciutto, in cui questo santo, anziché essere celebrato come il Custode delle chiavi del Paradiso, è mostrato nelle fiabe abruzzesi come un santo burlone, cedevole alle tentazioni, e goffo.
- Tomo V, 1891, Rimedi medici, qui Antonio De Nino descrive, classificandoli in mali dell'occhio, mali del ventre, accidenti, sbucciature, ecc i rimedi tipici dei popoli abruzzesi per guarirli. Verranno ampiamente ripresi anche da Gennaro Finamore per i suoi studi delle Tradizioni popolari abruzzesi.

### IlMessia d'Abruzzo
Saggio del 1890 pubblicato a Lanciano presso l'editore Carabba. Riguarda uno studio su una sorta di mistico santone nativo di Cappelle sul Tavo, vicino a Pescara, tal Oreste De Amicis, il quale compì una vita di peregrinazioni e viaggi, curando certi ammalati, e facendosi dunque la fama di taumaturgo.
Fu ricordato anche da Gabriele D'Annunzio nel Trionfo della morte (1894), il quale si rifece ampiamente a quanto scritto da De Nino.

## Opere scritte di De Nino
- Notizie degli Scavi di Antichità comunicate alla Reale Accademia dei Lincei, Roma 1877-78 (1885-87, 1889-92, 1894-1906)
- Il Messia dell'Abruzzo, Lanciano, Carabba, 1890
- Usi e costumi Abruzzesi, Firenze, Barbera, vol. I (1879) v. II, 1881, Usi e fiabe, v. III, 1883, Sacre leggende, v. IV, 1887, Malattie e rimedi, v. V, 1891, Usi, giuochi fanciulleschi, v. VI, 1897
- Sommario dei Monumenti e degli Oggetti d'Arte, Vasto, Tipografia Ed. L. Anelli, 1904
- Briciole letterarie, Lanciano, Carabba, voll. 2, 1884-85
- Indice delle scoperte archeologiche comunicate alla R. Accademia dei Lincei, in "Notizie degli scavi", Sulmona, Tip. A. Damiani, 1902-1906, I-II edd.
- Tradizioni popolari abruzzesi (scritti inediti e rari), a cura di Bruno Mosca, L'Aquila, Leandro Ugo Japadre Editore, 1972, 2 voll.
- La martavella. Raccolta illustrata di antiche fiabe abruzzesi, Capistrello (AQ), Radici Edizioni, 2021.